# Mod Records
Mod Records, auch Mod Records Cologne, war ein unabhängiges Musiklabel für Jazzmusik, das Mitte der 1950er-Jahre in Westdeutschland aktiv war.

## Geschichte
Das Plattenlabel Mod Records wurde 1954 von dem Jazz-Impresario Gigi Campi in Köln gegründet. Es gilt als das erste unabhängige europäische Jazzlabel.
Auf Mod Records veröffentlichte Campi zwischen 1954 und 1956 insgesamt elf Langspielplatten und fünf EPs mit Modern Jazz aus Europa. Cover der Platten, aber auch Plakate des mod-Labels wurden in der Regel durch Wolfgang Raquet (1928–2013) gestaltet, oft auf Grundlage von Fotografien, die der Kölner Fotokünstler Chargesheimer machte.
Im Repertoire des Labels waren Aufnahmen des Harald Banter Ten-Tet, von Jutta Hipp, Roland Kovac, Bill Grah, Lars Gullin, Lee Konitz, Hans Koller, Bill Russo, des Rudi Sehring Trio (mit Attila Zoller und Johnny Fischer, Bass) und der Brüder Emil und Albert Mangelsdorff.
1956 stellte Campi seine Label-Aktivitäten ein. Einige der von ihm produzierten Aufnahmen konnten nicht mehr auf dem Label veröffentlicht werden; sie erschienen z. T. in Lizenzausgaben bei italienischen Labels. Die für Mod Records entstandenen Aufnahmen wurden in einem Box-Set (Mod Records Cologne – Jazz in West Germany 1954–56) 2014 bei BE! Jazz wiederaufgelegt.

## Diskografie
- Hans Koller: Hans Koller New Jazz Stars 1954 (BMLP 06013)
- Hans Koller: Joachim Ernst Berendt Presents Hans Koller – The Musician of the Year 1955 (BMLP 06014)
- Jam Session: Albert Mangelsdorff-Hans Koller Combo, Hans Koller Combo, Fatty George Combo (erst 2014 veröffentlicht)
- Roland Kovac; Piano Time in Germany (BMEP 06016)
- Jutta Hipp and Her Combo: Europe's First Lady of Jazz (BMEP 06015)
- Bill Grah: A New Star from Germany (BMEP 06017)
- Hans Koller Studies Feat. Bill Grah: Starting 55 (BMEP 06018)
- Attila Zoller: Shivi Guitar (BMP 06019; Single)
- The Rudi Sehring Trio: Rhythm and Something More (BMEP 06021)
- Bill Russo and the Hans Koller Quintet (BMLP 06020)
- Lee Konitz Ensemble (zuvor z. T. auf italienischen Labels)[4]